# 510

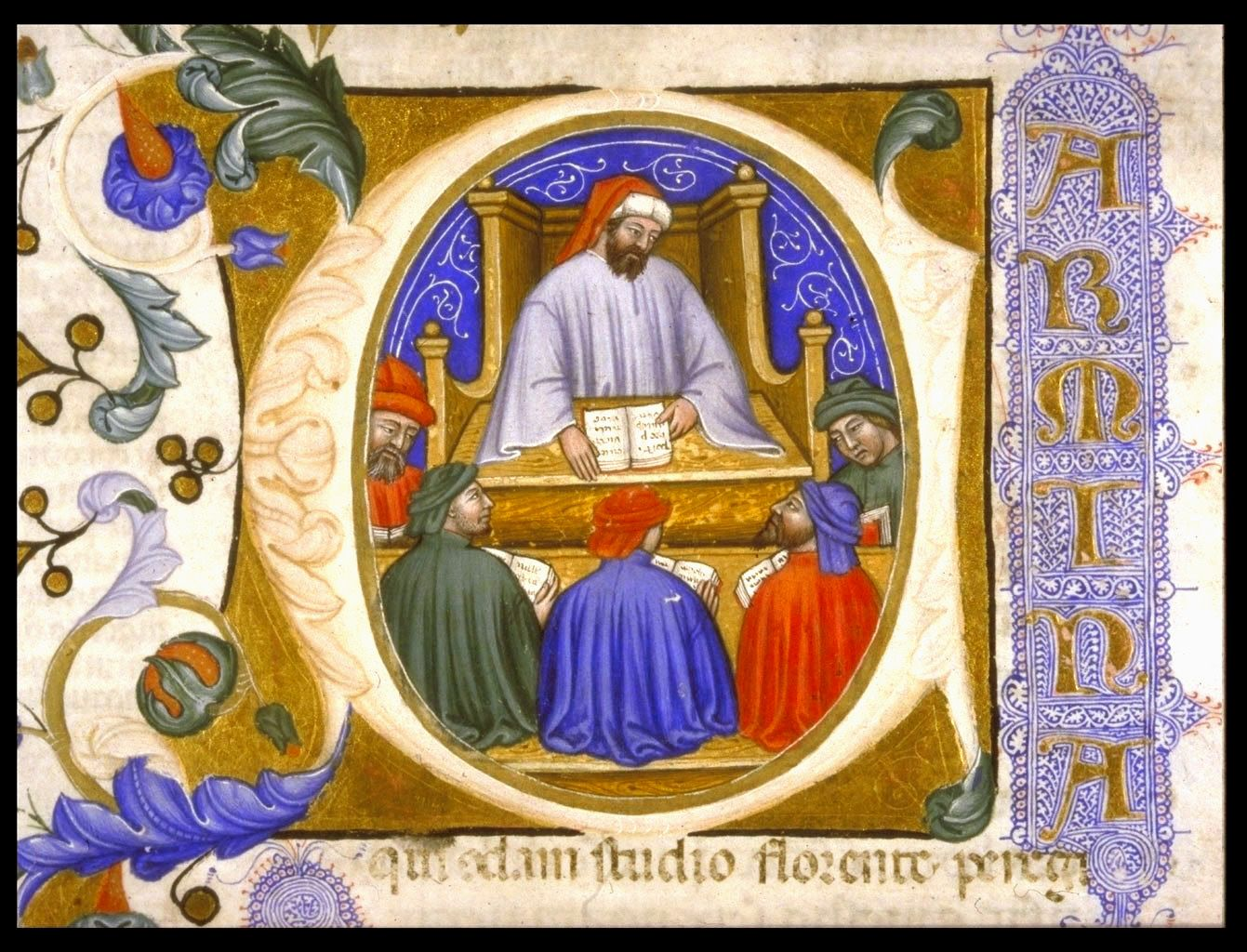
Boëthius wordt door Theodorik de Grote tot consul benoemt (middeleeuws manuscript)

Het jaar 510 is het 10e jaar in de 6e eeuw volgens de christelijke jaartelling.

## Gebeurtenissen

### Europa
- Koning Theodorik de Grote beëindigt de belegering van Arles. De stad wordt na een heldhaftig verzet van maanden door de Ostrogoten bevrijd.
- Theodorik de Grote benoemt zijn vriend Anicius Manlius Torquatus Severinus Boëthius, Romeins filosoof, tot consul van het Ostrogotische Rijk.
- De Longobarden onder leiding van Wacho vallen het gebied van de Herulen binnen en vernietigen het koninkrijk.
- Wacho (r. 510-539) roept zichzelf uit tot koning van de Longobarden, nadat hij zijn oom Tato heeft vermoord.

### India
- Aryabhata, Indiase geleerde en astronoom, berekent de heliocentrische beweging van de planeten rond de Zon en de Aarde. (waarschijnlijke datum)

## Vroegchristelijke bouwkunst
- In Straatsburg wordt in opdracht van Clovis I een kerk gebouwd. Later zal op dezelfde plek de kathedraal komen. (waarschijnlijke datum)

## Geboren
- Ermelindis, Belgische heilige (waarschijnlijke datum)

## Overleden
- Eugendus, abt van Condat in het rijk der Bourgondiërs (waarschijnlijke datum)
- Natanus, Welshe prins en heilige
- Rudolf, koning van de Herulen
- Tato, koning van de Longobarden
- Vachagan III de Vrome, koning van Kaukasisch Albanië (waarschijnlijke datum)